# Dora Bryan
Dora May Broadbent (Southport, Inglaterra, Reino Unido, 7 de febrero de 1923 - Brighton and Hove, Inglaterra, Reino Unido, 23 de julio de 2014) más conocida como Dora Bryan, fue una actriz de teatro, cine y televisión británica.

## Biografía y carrera
Dora Bryan nació en la ciudad británica de Southport, hija de un vendedor. Asistió a la escuela primaria de Hathershaw (en Oldham).
Bryan debutó como actriz de teatro en una pantomima en Mánchester y, alentada por su madre, se unió al Oldham Repertory cuando aún era una adolescente. Tras ocho años de formación allí, se trasladó a Londres para desarrollar su carrera como actriz de teatro. Allá, en el West End, realizó actuaciones regularmente. En una producción, Noël Coward le instó a adoptar un nombre artístico.
Ella optó por Dora Bryant, nombre inspirado, según ella, por una caja de cerillas de la marca Bryant and May que se encontraba encima de la mesa. No obstante, a causa de un error tipográfico durante el registro, se perdió la última letra y su nombre quedó como Dora Bryan.
La actriz poseía una distintiva voz, que se convirtió en una seña de identidad de sus actuaciones. Al igual que muchos de los actores de teatro contemporáneos, comenzó a trabajar en películas, generalmente llevando a cabo papeles secundarios. Habitualmente, interpretaba a mujeres «con clase», como, por ejemplo, en Ealing's Blue Lamp (1950) y The Fallen Idol (1948), una de sus primeras películas. Dora interpretó papeles de mujeres con estereotipos similares en otras tantas películas, tales como The Cockleshell Heroes (1955), The Green Man (1956) y Carry On Sergeant (1958).
En 1955, hizo un cameo en la serie de radio de la BBC Hancock's Half Hour, en un episodio titulado «Cinderella Hancock». Seis años después, participó en A Taste of Honey. La película obtuvo cuatro premios BAFTA: el director Tony Richardson recibió el premio al mejor guion de película británica —junto con Shelagh Delaney— y el de mejor película británica; a Bryan, por su parte, se le otorgó el galardón a mejor actriz; por último, la otra protagonista, Rita Tushingham, fue reconocida como la actriz más prometedora. En 1963, Dora grabó la canción navideña «All I want for Christmas is a Beatle». Asimismo, interpretó a una directora en The Great St Trinian's Train Robbery (1966), y en 1968 participó en su propia serie de televisión, According to Dora.
Bryan participó en el thriller hitchcokiano angloargentino Apartment Zero. La película se presentó en el festival de Sundance en 1988 y fue dirigida por el argentino Martin Donovan (seudónimo de Carlos Enrique Varela y Peralta-Ramos) y protagonizada por Hart Bochner y Colin Firth. Bryan interpretó el papel de uno de los dos personajes excéntricos —Liz Smith interpretó al otro—; ambas recibieron críticas positivas de parte del The Washington Post.
A lo largo de su carrera, Dora continuó siendo una actriz de teatro versátil y popular y apareció en varios musicales, tales como Gentleman Prefer Blondes (1962) y Hello, Dolly! (1966-1968). Además, protagonizó varias revistas, como The Dora Bryan Show (1966) y An Evening with Dora Bryan and Friends (1968). En el año 1987 debutó en Broadway en el papel de Mrs. Pierce, en la película Pygmalion, en la cual también participaron los actores Peter O'Toole y Amanda Plummer. Entre otros de sus papeles notables se encuentran su primer papel shakesperiano, Mistress Quickly en The Merry Wives of Windsor (1984); Mrs. Hardcastle en She Stoops to Conquer (1985); y Carlotta Campion —cantando «I'm still here»— en el musical de 1987 Follies, producido por Stepehen Soundheim y James Goldman. En 1992 realizó un tour a lo largo del Reino Unido en el que hizo una actuación en el Tetro Real de Brighton, su ciudad natal. Dos años más tarde, participó en una nueva versión de The Birthday Party, de Harold Pinter.
En 1999, hizo una aparición en Dinnerladies, una comedia de Victoria Wood. Un año después, se unió al elenco de la comedia de BBC Last of the Summer Wine en el papel de Aunt Roz Utterthwaite. En 2001, fue la estrella invitada en Absolutely Fabulous, en la que interpretó a la amiga de June Whitfield en la comedia, Dolly —originalmente llamada Milly—. Fue nominada a un premio BAFTA por este papel en 2002.
Unos pocos años después, en 2005, finalizó su papel en Last of the Summer Wine, ya que, supuestamente, su incapacidad para recordar sus líneas estaba causando que se tuviesen que volver a grabar muchas tomas.
Prácticamente al mismo tiempo, dejó de grabar películas. Su último filme fue Gone to the Dogs (2006). En 2006, se planeó que participará tanto en la comedia Rock-A-Hula Rest Home en un teatro de Brighton, como en la comedia There's No Place Like a Home, pero finalmente tuvo que ausentarse por sus problemas parar recordar sus líneas.
Falleció el 23 de julio de 2014, a los 91 años de edad.

## Premios
En 1987, se publicó su autobiografía, According to Dora, de la cual se han puesto a la venta numerosas ediciones actualizadas. En 1996, recibió la Orden del Imperio Británico en reconocimiento de sus aportaciones a la actuación. Ese mismo año también se le concedió el galardón Laurance Olivier por su papel en la producción de Harold Pinter, The Birthday Party. Fue la sujeto de This Is Your Life en dos ocasiones: en abril de 1962, cuando fue sorprendida por Eamonn Andrews en su casa de Brighton, y en enero de 1989, cuando Michael Aspel la sorprendió en el escenario de la Opera House de Mánchester, en la última llamada a escena de Hello Dolly. El 13 de septiembre de 2013, se inauguró una exhibición acerca de Bryan en el museo de Rottingdean.

## Vida personal
Estuvo casada durante 54 años con el exjugador de crícket Bill Lawton hasta el fallecimiento de este como consecuencia del Alzheimer en agosto de 2008. La pareja se conoció en Oldham durante la Segunda Guerra Mundial y se casó en Werneth St Thomas, Oldham, en 1954. En los últimos años de vida de su marido, Dora redujo sus apariciones en público con el fin de cuidar a su marido, además de por tener que cuidar sus propios problemas de salud, incluyendo una seria operación por una hernia.
A lo largo de un tiempo, Bryan fue propietaria del hotel Clarges, situado en la costa de Brighton, el cual fue empleado en las películas Carry On Girls y Carry On at Your Convenience. Sin embargo, ella y su marido se vieron obligados a vender el grueso del edificio por culpa de sus problemas financieros, pero se quedaron con una parte de este, el cual poseía vistas al mar. Aunque aún conserva su estructura original, las habitaciones del hotel han sido reconvertidas en apartamentos, siendo ahora posesiones de los residentes locales. Ya en 2013, Dora empleaba una silla de ruedas y residía en asilo de Hove, estando su salud frágil.
Allí vivió hasta su fallecimiento.
El 31 de mayo de 2009 se celebró un evento, conocido como Dora - A Gala Charity Show, en el Her Majesty's Theatre de Londres, con el objetivo de reunir dinero para dos organizaciones benéficas —elegidas por Bryan—, la Variety, the Children's Charity —encargada del cuidado de niños huérfano— y la Alzheimer's Society —para el cuidado de los enfermos y la investigación de la enfermedad—. Sir Ciff Richard fue el artista estrella, pero entre los invitados también se encontraban antiguos amigos y colegas de la actriz, como June Whitfield, Rita Tushingham y Joanna Lumley. A pesar de que su asistencia fue incierta hasta el final, Dora Bryan consiguió ir al evento.

## Filmografía seleccionada
| - 1948: The Fallen Idol. - 1949: Once Upon a Dream. - 1949: The Perfect Woman. - 1949: The Interrupted Journey. - 1950: Something in the City. - 1950: The Blue Lamp. - 1951: Circle of Danger. - 1951: High Treason. - 1951: Scarlet Thread. - 1951: Lady Godiva Rides Again. - 1952: Mother Riley Meets the Vampire. - 1952: Women of Twilight. - 1952: Time Gentlemen, Please!. - 1952: The Ringer. | - 1953: The Fake. - 1953: Street Corner. - 1954: You Know What Sailors Are. - 1954: Fast and Loose. - 1955: As Long as They're Happy. - 1955: See How They Run. - 1958: The Man Who Wouldn't Talk. - 1958: Carry On Sergeant. - 1959: Operation Bullshine. - 1960: Follow That Horse!. - 1961: A Taste of Honey. - 1966: The Great St Trinian's Train Robbery. - 1967: Two a Penny. - 1971: Hands of the Ripper. - 1989: Conviviendo con la muerte |

## Papeles en televisión
| Año       | Título                      | Papel            | Notas        |
| --------- | --------------------------- | ---------------- | ------------ |
| 1956      | My Wife's Sister            | Dora             | 4 episodios  |
| 1961-1964 | Happily Ever After          | Dora Morgan      | 12 episodios |
| 1972      | Both Ends Meet Dora         | Dora Page        | 13 episodios |
| 1985      | Victoria Wood As Seen On TV | Pam's Mother     | 1 episodio   |
| 1994      | Mother's Ruin               | Kitty Flitcroft  | 6 episodios  |
| 1996-2001 | Absolutely Fabulous         | Millie/Dolly     | 3 episodio   |
| 1999      | Dinnerladies                | Jean's Mother    | 1 episodio   |
| 2000-2005 | Last of the Summer Wine     | Ros Utterthwaite | 50 episodios |